# Société d'histoire de la Lorraine et du Musée lorrain
Ne doit pas être confondu avec Société d'histoire et d'archéologie de la Lorraine.
 (octobre 2022).
La Société d'histoire de la Lorraine et du Musée lorrain (SHLML), dénommée jusqu'en 1997 Société d'Archéologie Lorraine et du Musée Historique Lorrain, est une société savante fondée en 1848. Ses fondateurs, un petit groupe d'intellectuels et d'érudits lorrains très attachés à leur région, se fixèrent quatre buts ambitieux : 
- étudier et faire connaître l'histoire de la Lorraine ;
- veiller à la conservation des monuments du pays (de nombreux éléments architecturaux ont ainsi été sauvegardés lors de la destruction de certains bâtiments, comme les sculptures de la porte Saint-Jean, ou la porte de la chapelle de l'ancien hôpital Saint-Julien (Nancy) ;
- fonder un Musée lorrain et assurer tant sa pérennité que son développement (à ce titre, elle est toujours propriétaire d'un nombre très important d’œuvres exposées ou conservées dans les réserves du musée) ;
- publier des dissertations et des documents historiques.

La Société d'archéologie lorraine est reconnue d'utilité publique depuis 1861.
Elle compte en 2020 un peu plus de 1000 membres et poursuit inlassablement ses activités. Elle est domiciliée au Musée lorrain.

## Activités
Les activités de la Société d’histoire de la Lorraine et du Musée lorrain s'inscrivent dans les objectifs qui l'animent : connaître et faire connaître, protéger et mettre en valeur l'histoire et le patrimoine lorrains. 
Ces activités sont principalement :
- publication du Pays lorrain, revue trimestrielle qui est depuis 1951 le journal officiel de la SHLML ;
- cycle hebdomadaire de conférences d'octobre à avril. Ces conférences, très suivies, abordent chaque année une période historique précise : le XIXe siècle en 2009-2010, le règne des ducs René II et Antoine en 2010-2011, ceux de Charles III et de Henri II en 2011-2012, l'« Âge d'or » en 2012-2013,  « Le Temps de l'Épreuve » (qui a marqué le XVIIe siècle) et la Grande Guerre (en lien avec la célébration du Centenaire) en 2013-2014, la Grande Guerre et tous les Lorrains « d'Ici et d'Ailleurs » (généraux, architectes, savants, hommes d'État, artistes, explorateurs qui ont illustré la Lorraine) en 2014-2015, « un long cheminement vers l'union[1] des duchés à la France » pour la saison 2015-2016, « Lorrains sans frontières, les XVIIe siècle et XVIIIe siècle » en 2016-2017, « Lorrains sans frontières, les XIXe siècle et XXe siècle » en 2017-2018, « De la réalité historique à la virtualité informatique » en 2018-2019, « Les rapports entre le duché de Lorraine et le Saint-Empire Romain germanique » en 2019-2020, « L'Église en Lorraine » en 2020-2021 et 2021-2022, « Artisanat et industrie » en 2022-2023 et 2023-2024. La rentrée 2024 est consacrée à la Seconde Guerre mondiale, en lien avec la célébration du 80e anniversaire de la Libération de la Lorraine.

En 2020-2021, malgré les restrictions sanitaires et les confinements, les quelques conférences de la société qui ont pu être maintenues ont attiré plus de 2 300 auditeurs-participants. Les conférences ont lieu, pendant les travaux de rénovation du Musée Lorrain, à l'auditorium du musée des Beaux-Arts.
- cycle hebdomadaire de conférences « d'été », de juillet à mi-septembre, sur les arts et les fêtes en Lorraine ;
- organisation de journées-excursions ;
- organisation d'une journée annuelle d'études doctorales ;
- numérisation de sa bibliothèque et de ses fonds documentaires (accessibles depuis son site Internet) ;
- enrichissement permanent des collections du Musée lorrain par des achats et des dons qui lui sont consentis. De 2002 à 2016, la Société a ainsi investi directement plus de 275 000 euros pour enrichir ses collections ;
- participation à la restauration des collections ;
- participation à la grande rénovation du Musée lorrain engagée par l'État, la ville de Nancy et la région Lorraine ;
- messe annuelle (en octobre) en mémoire des ducs de Lorraine et de Bar, et des princes de leur maison, à l'église des Cordeliers.

## Œuvres majeures appartenant à la Société
Depuis sa création en 1848, la Société n'a cessé d'enrichir (achats, dons, legs) ses collections concernant la Lorraine, jusqu'à constituer des fonds de référence, que ce soit pour l’œuvre de Callot ou l'ensemble unique de monnaies de Lorraine par exemple. 
Certaines œuvres sont mondialement célèbres, comme La Femme à la puce de Georges de La Tour.

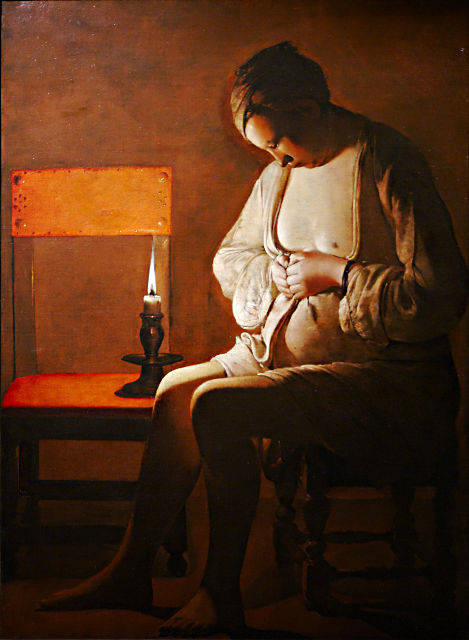
La Femme à la puce, vers 1638, de Georges de La Tour
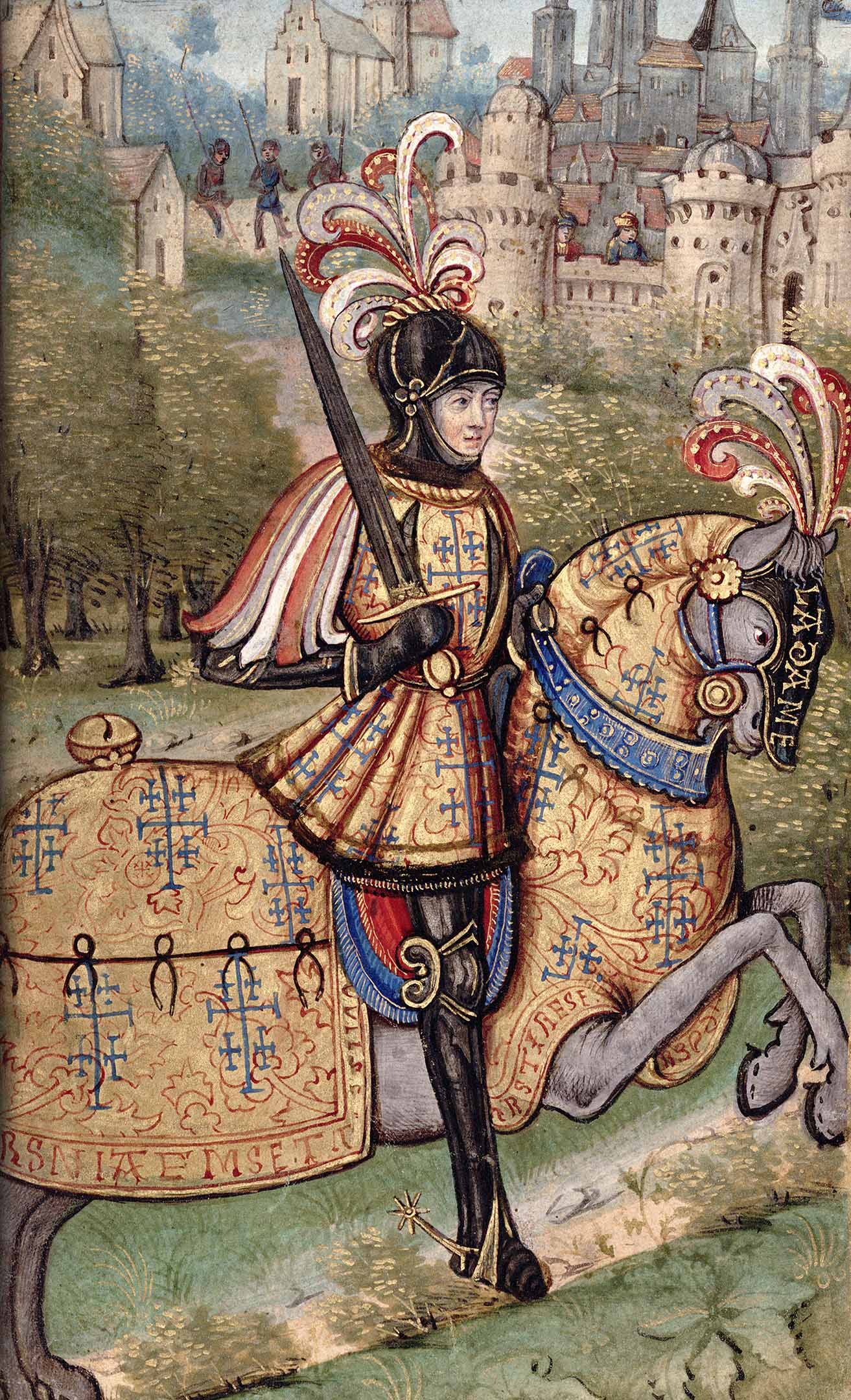
enluminure ornant La Nancéide, 1518, manuscrit de Pierre de Blarru
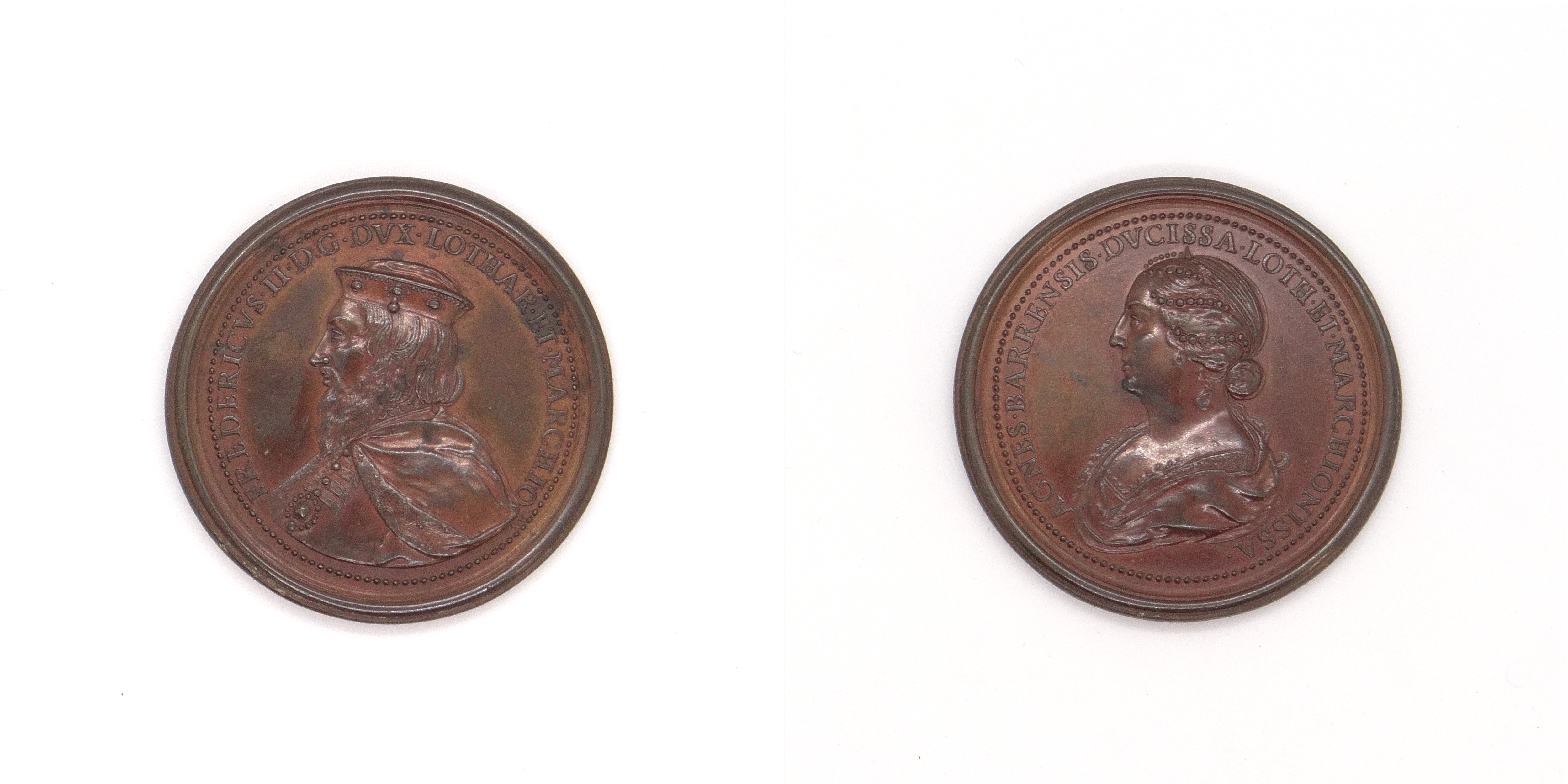
médailler des ducs de Lorraine par Ferdinand de Saint-Urbain (séries en argent, des plus rares, et en bronze)
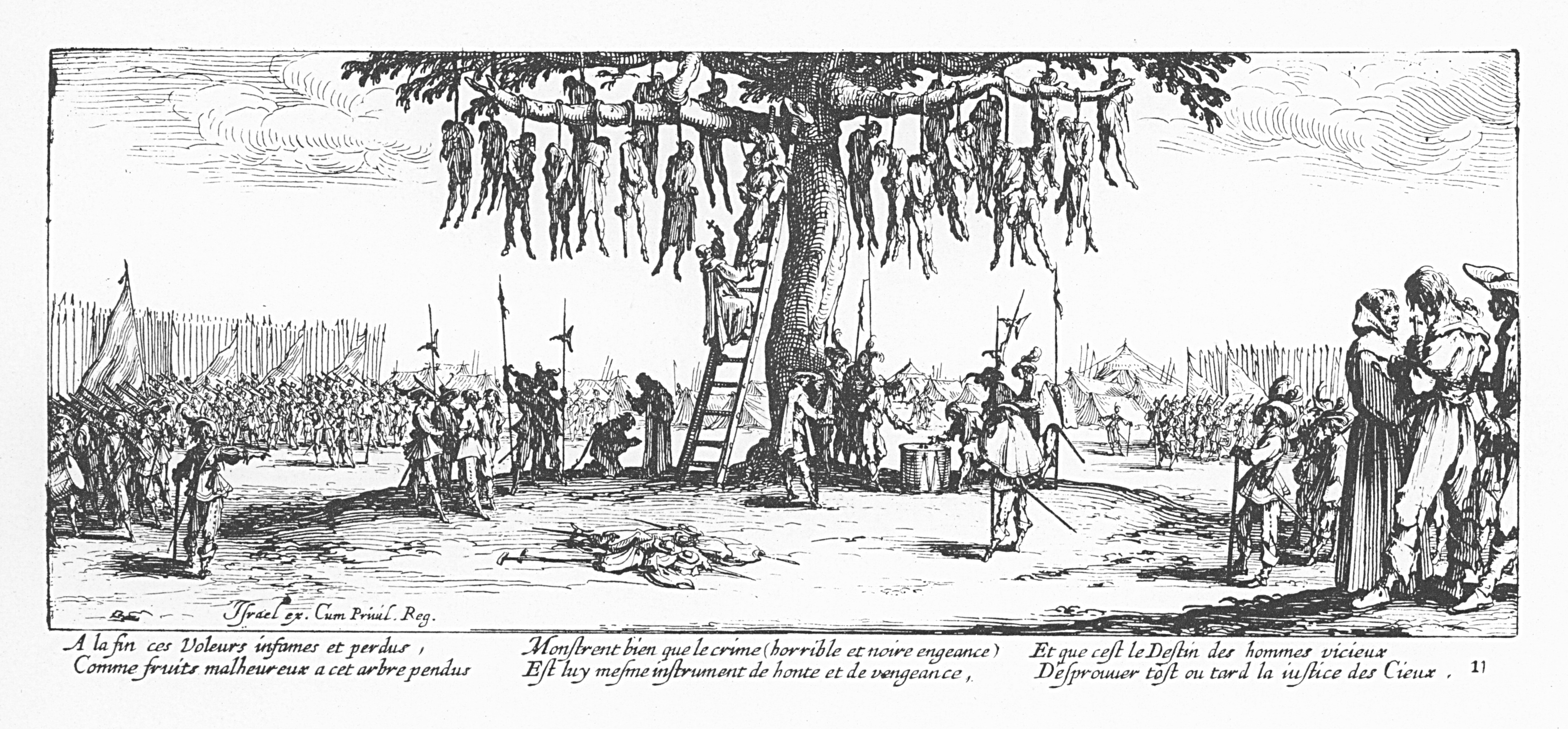
Gravures et cuivres de Jacques Callot, dont L'arbre aux pendus (1633).

## Conseil d'administration

### Composition actuelle
La SHLML est présidée depuis 2021 par Charles d'Arenberg. Son conseil d'administration se compose statutairement de douze membres élus, originaires des quatre départements de la Lorraine. Des membres surnuméraires peuvent compléter le conseil. Un bureau issu du conseil gère les affaires courantes. Il est composé :
- du président, Charles d'Arenberg,
- du ou des vice-présidents, en l'occurence des vices-présidentes Isabelle Balsamo et Hélène Say,
- du trésorier, Pascal Vaxivière,
- du secrétaire général, Etienne Martin.

Il est d'usage que les présidents d'honneur de la Société assistent au bureau.

### Présidents successifs
| Idendité                              | Début     | Fin       |
| ------------------------------------- | --------- | --------- |
| Charles-François Châtelain            | 1848      | 1850      |
| Henri Lepage                          | 1850      | 1887      |
| Charles Cournault                     | fév. 1888 | nov. 1888 |
| Charles Guyot                         | 1888      | 1898      |
| Léopold Quintard                      | 1898      | 1908      |
| Pierre Boyé                           | 1908      | 1926      |
| Edmond des Robert                     | 1926      | 1945      |
| Édouard Salin                         | 1945      | 1969      |
| Pierre Marot                          | 1970      | 1981      |
| professeur René Taveneaux             | 1981      | 1984      |
| Antoine Beau                          | 1984      | 1987      |
| professeur Paul Sadoul                | 1987      | 1997      |
| professeur Alain Larcan (par intérim) | nov. 1997 | mai 1998  |
| doyen François Streiff                | 1998      | 2002      |
| professeur Alain Larcan (par intérim) | août 2002 | 2002      |
| Dominique Flon                        | 2002      | 2021      |
| prince Charles d'Arenberg             | 2021      |           |